# Damian Lüscher
Pour les articles homonymes, voir Lüscher.
Damian Lüscher, né le 16 septembre 1997 à Weinfelden, est un coureur cycliste suisse.

## Palmarès
- 2018
  - 2e du championnat de Suisse sur route élites nationaux
  - 2e du championnat de Suisse de la montagne (Coire-Arosa)
- 2019
  - 2e étape du Tour de l'Avenir (contre-la-montre par équipes)
  - 2e du championnat de Suisse du contre-la-montre espoirs
  - 3e du championnat de Suisse sur route espoirs
  - 3e du championnat de Suisse de la montagne
- 2021
  - 2e de Silenen-Amsteg-Bristen

## Classements mondiaux
| Année           | 2017   | 2018   | 2019 | 2020   | 2021   |
| --------------- | ------ | ------ | ---- | ------ | ------ |
| UCI Europe Tour | 1 932e | 1 932e | 971e | 1 158e | 1 561e |